# Tikiraya
Tikiraya är en ort i Honduras.   Den ligger i departementet Departamento de Gracias a Dios, i den östra delen av landet, 400 km öster om huvudstaden Tegucigalpa. Tikiraya ligger 8 meter över havet och antalet invånare är 925.
Terrängen runt Tikiraya är mycket platt. Runt Tikiraya är det mycket glesbefolkat, med 3 invånare per kvadratkilometer. Det finns inga andra samhällen i närheten. 